# Басиано
Басиа̀но (на италиански: Bassiano, Vassiano, Васиано) е село и община в Централна Италия, провинция Латина, регион Лацио. Разположено е на 562 m надморска височина. Населението на общината е 1651 души (към 2010 г.).